# Radoje Đerić
Radoje Ðerić (ur. 28 grudnia 1991 w Trebinju) – serbski wioślarz.

## Osiągnięcia
- Mistrzostwa Świata Juniorów – Linz 2008 – czwórka ze sternikiem – 4. miejsce[1].
- Mistrzostwa Świata Juniorów – Brive-la-Gaillarde 2010 – dwójka podwójna – 5. miejsce[1].
- Mistrzostwa Europy – Montemor-o-Velho 2010 – czwórka bez sternika – 6. miejsce[1].